# Park Royal Vehicles
Park Royal Vehicles a été un des principaux carrossiers industriels et constructeurs d'autobus britanniques. La société, créée en 1889, était basée à Park Royal, Abbey Road, dans l'ouest de Londres. Elle disposait d'une filiale, Charles H. Roe, basée à Leeds.
Des problèmes de main-d'œuvre et la lenteur de la production ont conduit à sa fermeture en 1980.

## Véhicules commerciaux
Dès 1930, la carrosserie Park Royal a été associée au constructeur de véhicules industriels AEC. En 1949, elle est rachetée par le groupement Associated Commercial Vehicles - ACV, holding qui chapote les petits constructeurs anglais rachetés par AEC qui, à l'époque, ne fabriquait que les châssis sans carrosseries. Cette association d'AEC et de PRV répondait parfaitement aux exigences de "London Transport Executive", la compagnie de transports en commun du Grand Londres et d'autres grandes compagnies. Le célèbre autobus à impériale AEC Routemaster a été carrossé par Park Royal.

## L'èreLeyland Motors
En 1962, le groupe ACV fusionne avec le groupe Leyland Motors Ltd pour créer Leyland Motor Corporation. En 1968 Leyland Motor Corporation et British Motor Holdings  fusionnent et donnent naissance à British Leyland Motor Corporation. BL (British Leyland) a été nationalisé par le gouvernement travailliste d'Harold Wilson en 1975, ce qui a entraîné la fermeture de nombreuses filiales. La marque AEC a disparu en 1977, l'usine AEC de Southall a été fermée en 1979 et celle de Park Royal en juillet 1980.

## Autres véhicules
La carrosserie Park Royal travaillait également de nombreuses projets, autres que les  carrosseries des autobus londoniens. La société qui était également constructeur, avait une vaste gamme de véhicules à son nom, y compris le premier Taxi de Londres diesel, l'Austin FX4, un certain nombre de wagons et d'autorails comme le British Rail Class 103 et l'un des véhicules autobus sur rail de British Rail et plusieurs véhicules militaires durant la Seconde Guerre mondiale, notamment pour la production des bombardiers Halifax dont les ailes et les capots moteur ont été construits par Park Royal. Park Royal a construit 150 exemplaires du Bedford RLHZ avec pompe incendie surnommé "Déesse Verte" entre novembre 1954 et janvier 1955.